# Apoica albimacula
Apoica albimacula är en getingart som först beskrevs av Fabricius 1804.  Apoica albimacula ingår i släktet Apoica och familjen getingar. Inga underarter finns listade i Catalogue of Life.